# Lángvörös pókhálósgomba
A lángvörös pókhálósgomba (Cortinarius purpureus) a pókhálósgombafélék családjába tartozó, Eurázsiában és Észak-Amerikában honos, savanyú talajú fenyvesekben élő, nem ehető gombafaj.

## Megjelenése
A lángvörös pókhálósgomba kalapja 2-7 cm széles, alakja fiatalon félgömbös vagy kissé kúpos, később domborúvá kiterül, a közepén néha tompa púppal. Felülete finoman nemezes vagy benőtten szálas. Színe fahéjnarancs, rókavörös vagy élénk vörösbarna; fiatalon finom, vöröses vélumszálakkal borított. 
Húsa halványsárga, esetleg a kalapbőr alatt rózsaszínes. Íze édeskés vagy kesernyés; szaga gyenge, retekre emlékeztet. 
Lemezei sűrűek. Színük sötétvörös vagy bíborszín, idősen vörösbarna.
Tönkje 3-8 cm magas és 0,5-1,2 cm vastag. Alakja egyenletesen hengeres vagy a tövénél kicsit vastagodott. Színe sárgás vagy fahéjbarnás, a tövénél mélyebb árnyalatú, felületét a vélum maradványaiból élénkvörös szálak díszítik vagy kígyóbőrszerű.
Spórapora rozsdabarna. Spórája ellipszoid vagy kissé mandulaforma, gyengén díszített, mérete 6-8 x 3-4,5 μm.

### Hasonló fajok
A vérvörös pókhálósgombával vagy a vöröslemezű pókhálósgombával lehet összetéveszteni.

## Elterjedése és termőhelye
Eurázsiában és Észak-Amerikában honos. Magyarországon helyenként nem ritka. 
Főleg fenyvesekben (esetleg lombos erdőkben) él, elsősorban savanyú talajon. Júliustól októberig terem. 

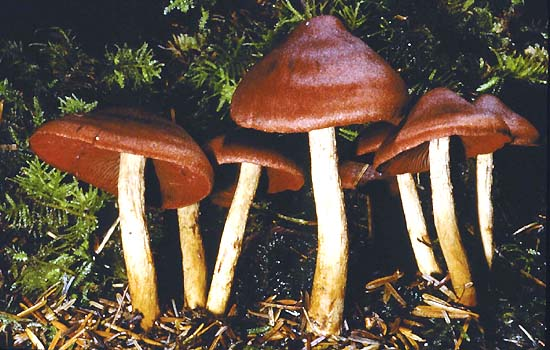
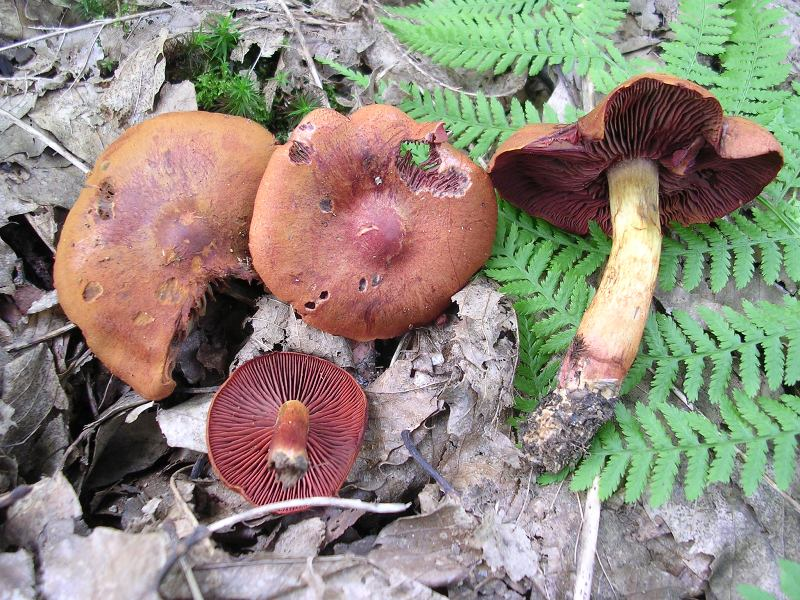
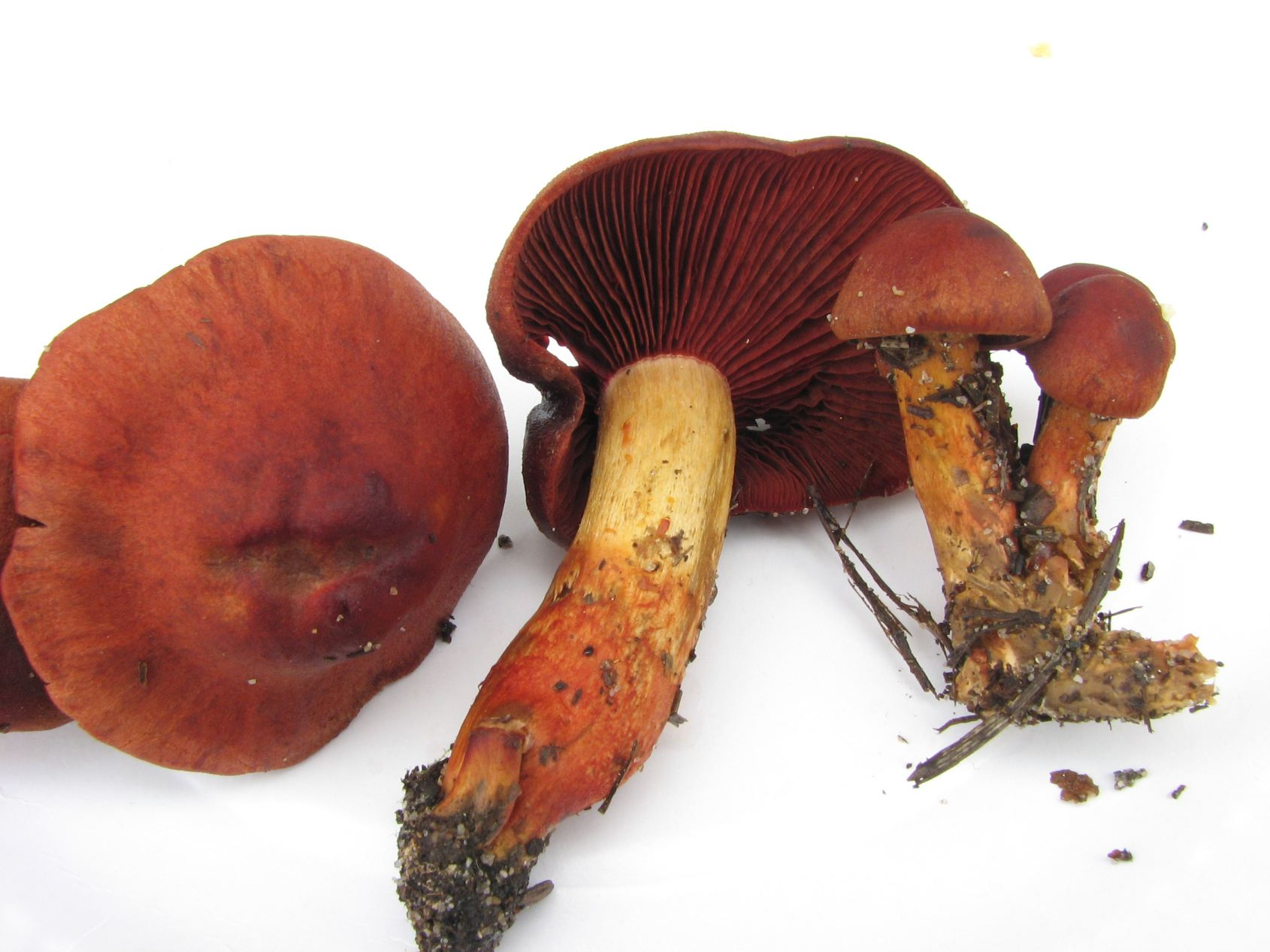
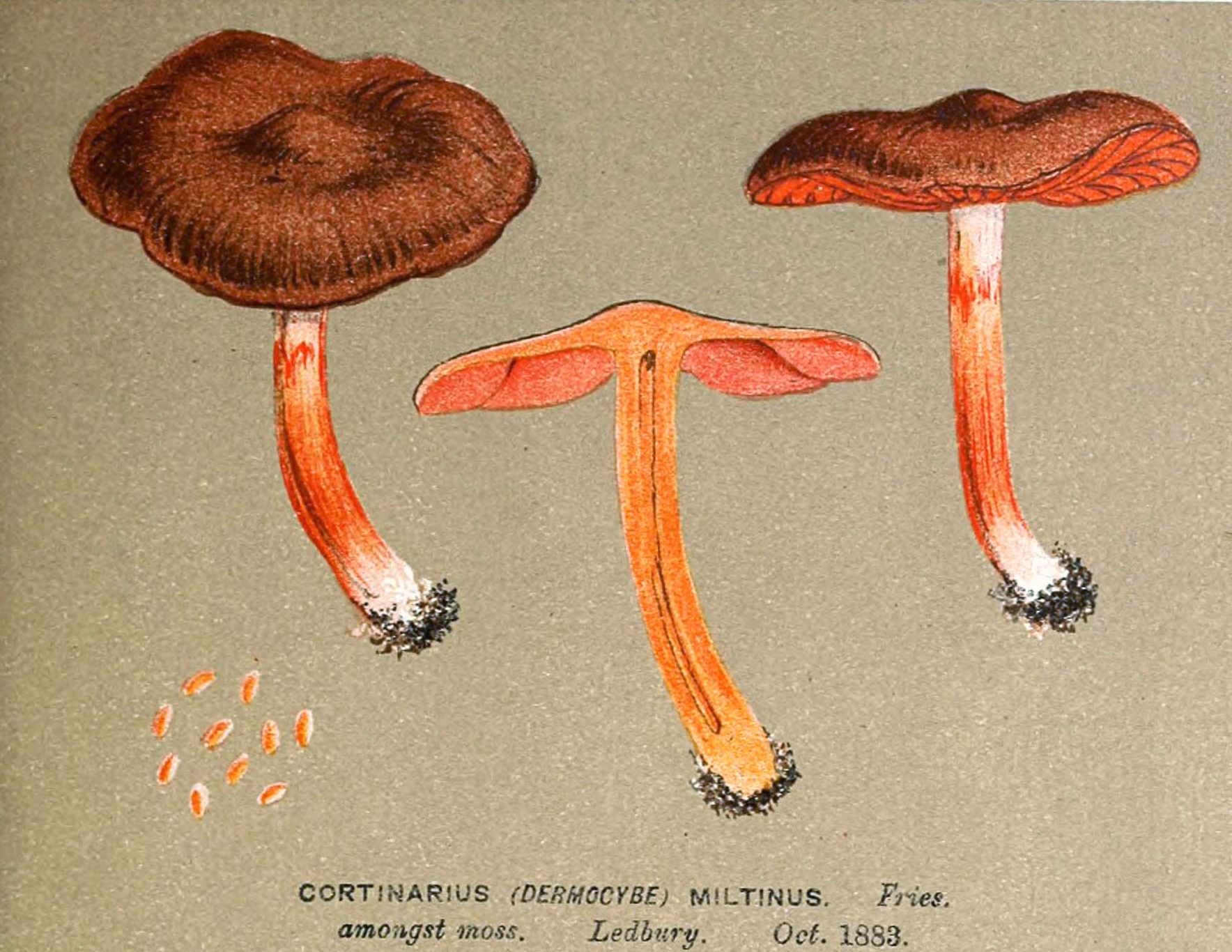

Nem ehető. 